# Hiraea fagifolia
Hiraea fagifolia är en tvåhjärtbladig växtart som först beskrevs av Dc., och fick sitt nu gällande namn av Adrien Henri Laurent de Jussieu. Hiraea fagifolia ingår i släktet Hiraea och familjen Malpighiaceae. Inga underarter finns listade i Catalogue of Life.